# Casa Ghiringhelli
La Casa Ghiringhelli è un edificio residenziale multipiano di Milano, progettato dagli architetti Lingeri e Terragni in stile razionalista, che è situato in piazzale Lagosta al civico 2.
L'edificio si trova in una posizione urbanisticamente rilevante, nel quartiere dell'Isola: si affaccia su piazzale Lagosta e costituisce il fondale prospettico dell'asse dei viali Zara e Fulvio Testi.

## Storia
La costruzione dell'edificio venne commissionata nel 1932 a Pietro Lingeri dai fratelli Gino e Livio Ghiringhelli, artisti, per conto dei quali l'architetto aveva già allestito la galleria d'arte “Il Milione”. Alla progettazione della casa collaborò anche Giuseppe Terragni, che in quegli anni aveva instaurato un prolifico sodalizio professionale con Lingeri, acquisendo diverse commesse per la costruzione di case ad appartamenti a Milano.
Il progetto venne presentato agli uffici comunali in una prima versione nel dicembre 1933, e nella versione definitiva nel mese seguente. I lavori iniziarono nel febbraio 1934 e si conclusero nel 1935.
Nel 1949, per ottenere un migliore sfruttamento degli spazi, la proprietà fece chiudere una delle due terrazze dell’ultimo piano.

## Caratteristiche
L’edificio occupa un lotto a forma di trapezio irregolare, compreso fra piazzale Lagosta e le vie Garigliano e Volturno; esso è costruito in cortina lungo il filo stradale, e pertanto delimita un cortile interno.
Le due vie laterali divergono dal piazzale con inclinazioni diverse, determinando perciò una notevole asimmetria nella composizione complessiva; per mascherare questa irregolarità, i progettisti disegnarono le facciate inserendo un basamento rivestito in pietra serpentina nera, e un fronte superiore a sbalzo con risvolti laterali ad angolo retto, separati dalle facciate laterali da due fenditure da cui fuoriescono i balconi.
La facciata principale su piazzale Lagosta è movimentata da un gioco complesso di arretramenti e avanzamenti, conclusi lateralmente e superiormente da una motivo a cornice, utilizzato dagli autori anche nelle case Rustici e Toninello progettate negli stessi anni.
La struttura portante è in calcestruzzo armato con muri di riempimento in Italpomice; le facciate esterne sono intonacate.
Internamente la casa, che conta sette piani più il terreno, è adibita ad appartamenti di varia metratura. All'ultimo piano vennero posti gli appartamenti padronali della famiglia Ghiringhelli, con spazi adibiti all'attività artistica e terrazze; al piano terreno vi sono negozi.